# Vizit k Minotavru
Vizit k Minotavru (russisk: Визит к Минотавру) er en sovjetisk miniserie fra 1987 af Eldor Urazbajev.

## Medvirkende
- Sergej Shakurov – Stanislav Tikhonov
- Anna Kamenkova – Jelena Netjaeva
- Aleksandr Filippenko – Gregorij Belasj
- Vladimir Samojlov – Vladimir Uvarov
- Valentin Gaft – Pavel Ikonnikov